# 施泰爾
施泰爾（德語：Steyr，德語發音：[ˈʃtaɪ̯ɐ] ⓘ）是奧地利上奧地利州的一个法定城市，位于施泰爾河与恩斯河的匯流處，長期以來都是一個制造業中心，亦是原斯太尔-戴姆勒-普赫和现今斯太尔动力的总部所在地。